# St. Augustinus (Nordhorn)
Koordinaten: 52° 26′ 9″ N, 7° 4′ 9″ O

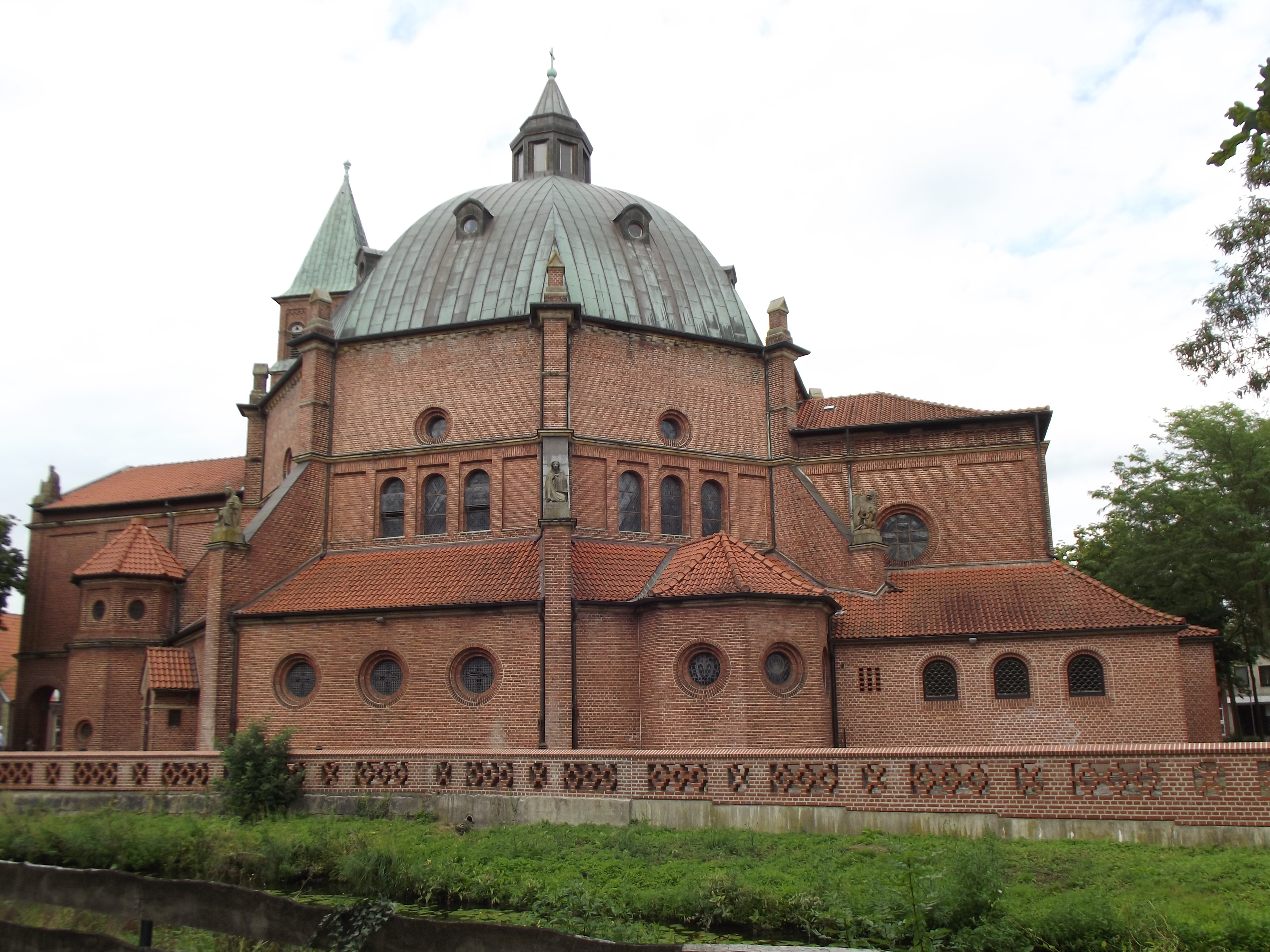
St. Augustinus, Ansicht von der Flussseite

St. Augustinus ist die katholische Hauptkirche von Nordhorn, die neben der reformierten Marktkirche die Silhouette der Stadt prägt.
Das Bauwerk wurde von 1911 bis 1913 nach den Plänen des Hamburger Regierungsbaumeisters Josef Keith als achteckiger Zentralbau mit Kuppel, Umgang und Laterne errichtet. Der 45 Meter hohe Glockenturm im Stil eines romanischen Campanile steht gesondert und ist durch eine zweistöckige Arkade mit dem Zentralbau verbunden.
Die Kirche trägt den Namen des heiligen Augustinus. Am 11. September 1913 wurde sie vom Osnabrücker Bischof Hubertus Voß geweiht.
Das Kirchengebäude steht unter Denkmalschutz.

## Lage und Vorgeschichte

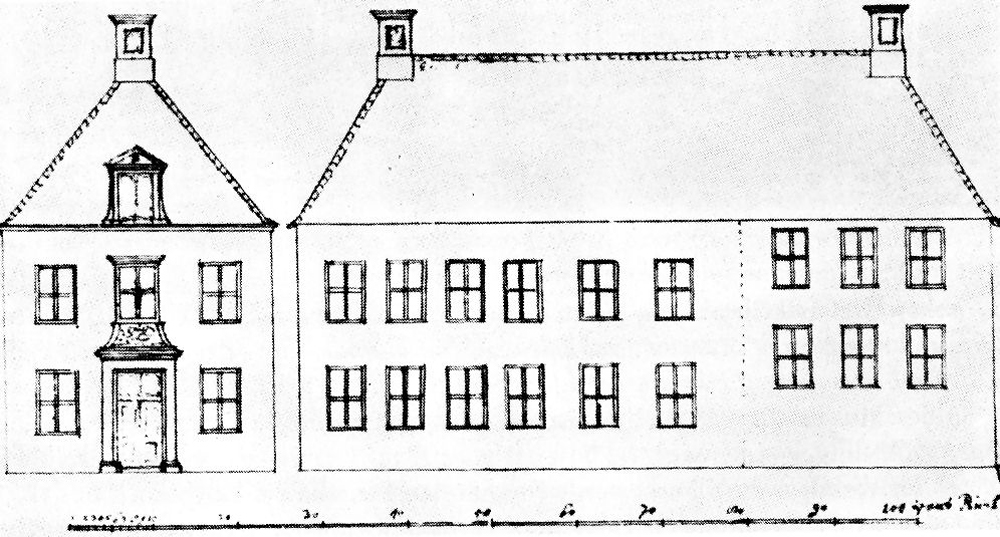
Burg (rechts) und Residenzhaus (um 1700)

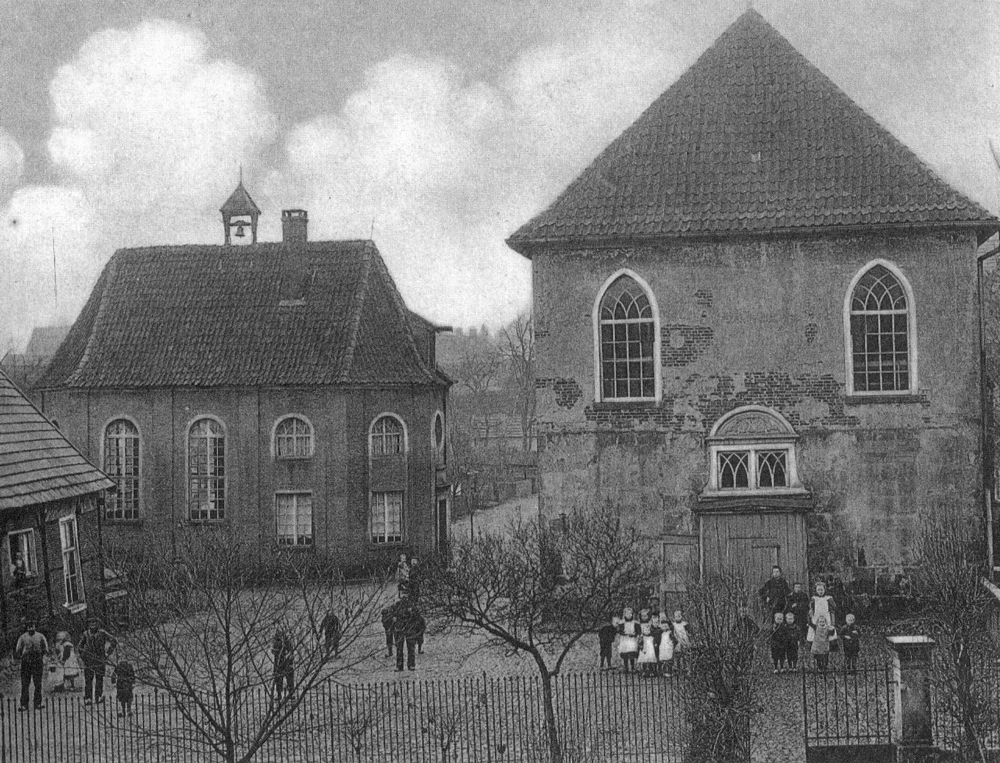
Residenzhaus (rechts) und „Kirchlein“ (1893)

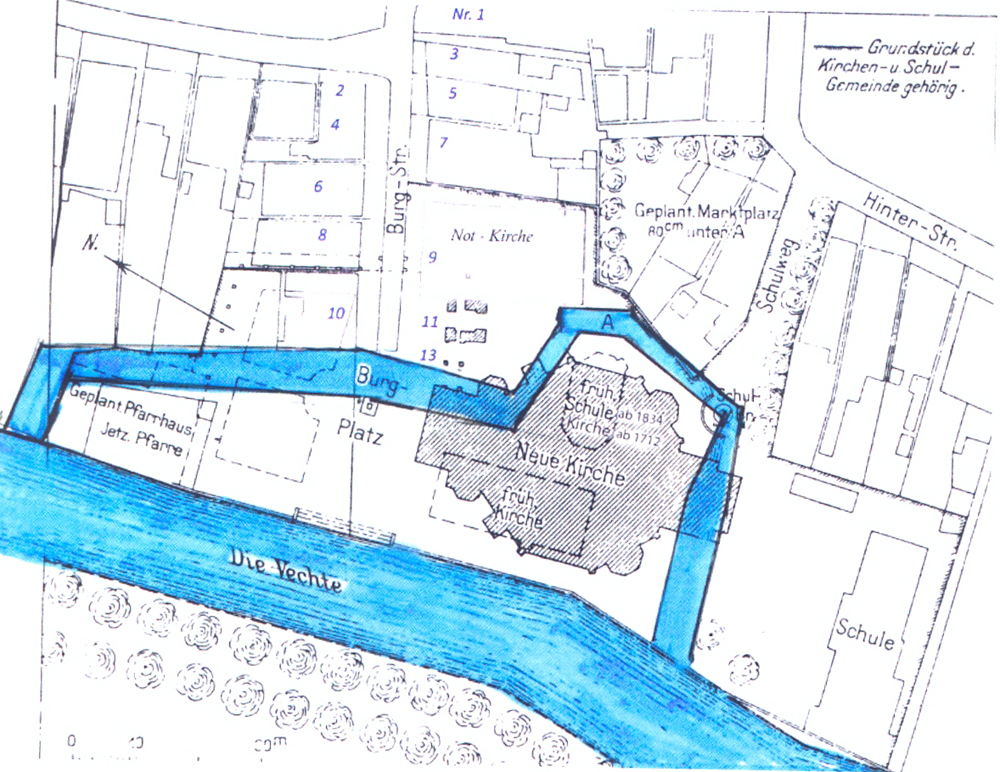
Stadtplan-Ausschnitt 1911 mit den ehemaligen Gebäuden und der Kirchenplanung

Im 12. Jahrhundert erwarben die Grafen von Bentheim das Gogericht der Siedlung Northornon und errichteten auf der Vechte-Insel gegenüber der Siedlung eine Burg. Mit Hilfe eines künstlich angelegten Mühlendamms und zweier Mühlen gelang es, den Wasserstand der Vechte zu regulieren und die Insel zu besiedeln. Die Siedlung auf der Insel erhielt 1379 die Stadtrechte und trug fortan allein den Namen Nordhorn, während die alte Siedlung um die heutige Marktkirche den Namen Oude Dorp (Altes Dorf) erhielt, woraus sich Altendorf entwickelte. Die Burg wurde zum Jagdhaus der Grafen von Bentheim.
Nachdem die 1445 errichtete Marktkirche St. Ludgeri zwischen 1540 und 1550 im Zuge der Reformation zunächst lutherisch, dann reformiert wurde, verloren die katholischen Christen von Nordhorn ihr Gotteshaus. Die Augustiner-Chorherren des Klosters Frenswegen erwarben am 14. Oktober 1578 die Burg und erbauten 1579 ein Residenzhaus sowie eine Kapelle, wo sie die Seelsorge für die Katholiken der Stadt ausübten und mit der Gemeinde Sonntagsgottesdienste feierten.
Nachdem die Schweden die Burganlage einschließlich Kapelle im Dreißigjährigen Krieg zweimal, 1632 und 1633, gestürmt, geplündert und teilweise zerstört hatten, wurde 1712 auf dem Burgplatz ein neues „Kirchlein“ errichtet und dem heiligen Augustinus geweiht. In dem Dachreiter erklang eine kleine Glocke namens Hieronymus.
Anfang des 19. Jahrhunderts verloren die katholischen Christen durch die Säkularisation das Kloster Frenswegen und ihr Kirchlein auf der Burg. Über die französische Regierung gelangte die Burg in den Besitz dreier Nordhorner Kaufleute. Durch die Bemühungen des ersten Pfarrers von Nordhorn, Johann Bernard Cordes, gelangte sie wieder in kirchlichen Besitz. Für 6.200 holländische Gulden kaufte die Gemeinde die Gebäude zurück.
1824 wurde die St.-Augustinus-Gemeinde, die bislang zum Bistum Münster gehörte, der Diözese Osnabrück zugeordnet und zur Pfarrei erhoben. 1826 wurde das Residenzgebäude umgebaut und bis 1908 als Kirche genutzt.
Mitte des 19. Jahrhunderts bemühten sich Mitglieder der Gemeinde um den Neubau einer Kirche. Vom Bau eines Turms riet der Bischof ab, aber dem Neubau einer Kirche stimmte er zu. Die Gemeinde gründete unter Leitung von Pfarrer Hanewinkel einen „Pfennigverein“ und man zog zum Sammeln durch die Diözese. Der ursprüngliche Eifer erlahmte aber bald, da nur wenig Geldspenden zusammenkamen. Die widrigen Verhältnisse der Kriegsjahre 1870/71 und der folgende Kulturkampf in Preußen ließen das geplante Bauvorhaben ruhen.

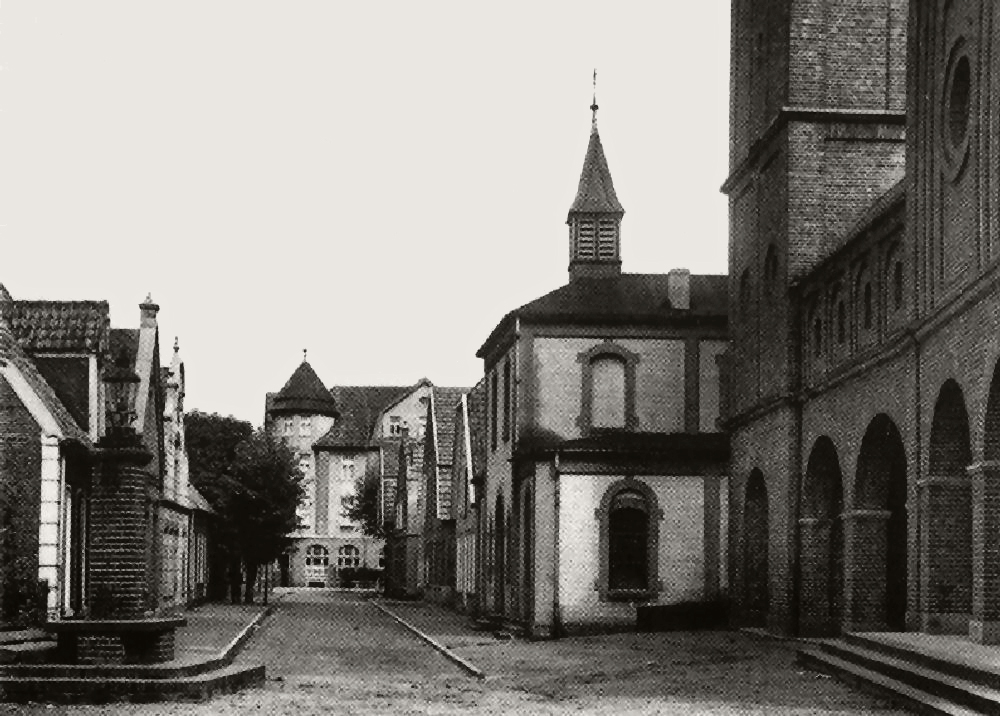
Blick in die Burgstraße mit Notkirche (rechts) kurz nach Fertigstellung von St. Augustinus (ganz rechts) (1913)

Als die Kirchengemeinde um die Jahrhundertwende weiter wuchs und bald kein geordneter Ablauf der Sonntagsgottesdienste gewährleistet werden konnte, bemühte sich der damalige Pfarrer Lammers erneut um den Neubau einer Kirche. Die Baupflicht des Staates wurde eingefordert, aber ohne Erfolg. Ein neu gegründeter „Pfennigverein“ sammelte 15.000 Mark. Doch ein neuer Kirchbau überstieg weiterhin die Möglichkeiten der Gemeinde. Eine Volkszählung von 1905 ergab 1617 Seelen. Die Verhältnisse in der alten Kirche wurden immer unzulänglicher. 
1907 wurde in unmittelbarer Nähe, in der Burgstraße, eine größere Notkirche errichtet, die für die nächsten 15 bis 20 Jahre ausreichen sollte. Die bisherige Kirche wurde zur Schule mit Lehrerwohnung. Doch durch das rasche Anwachsen der Gemeinde, insbesondere durch die Entwicklung der Nordhorner Textilindustrie, reichte der Platz auch in diesem Gebäude bald nicht mehr aus. Selbst die Einrichtung einer dritten sonntäglichen Heiligen Messe brachte zu wenig Entlastung. 1910 wurden bereits 2.300 Katholiken gezählt.
Im selben Jahr beschloss der Kirchenvorstand, die Fischereigerechtigkeit der Vechte, die sie mit dem Kauf der Burg 1578 erworben hatte, an die Stadt Nordhorn abzutreten. Die Stadt überließ ihr im Gegenzug das Besitzrecht an dem Platz vor der Notkirche. Große Spenden der damals führenden Familien der Nordhorner Textilindustrie Povel, Niehues, Dütting und Kistemaker ermöglichten dem Kirchenvorstand am 25. Februar 1910 eine Ausschreibung für den Neubau einer Pfarrkirche mit 1.000 bis 1.100 Sitzplätzen vorzunehmen. Dazu sollte die teilweise noch vorhandene Burg abgerissen werden. Zur Verfügung stand ein Platz von etwa 40 mal 40 Metern.

## Baugeschichte

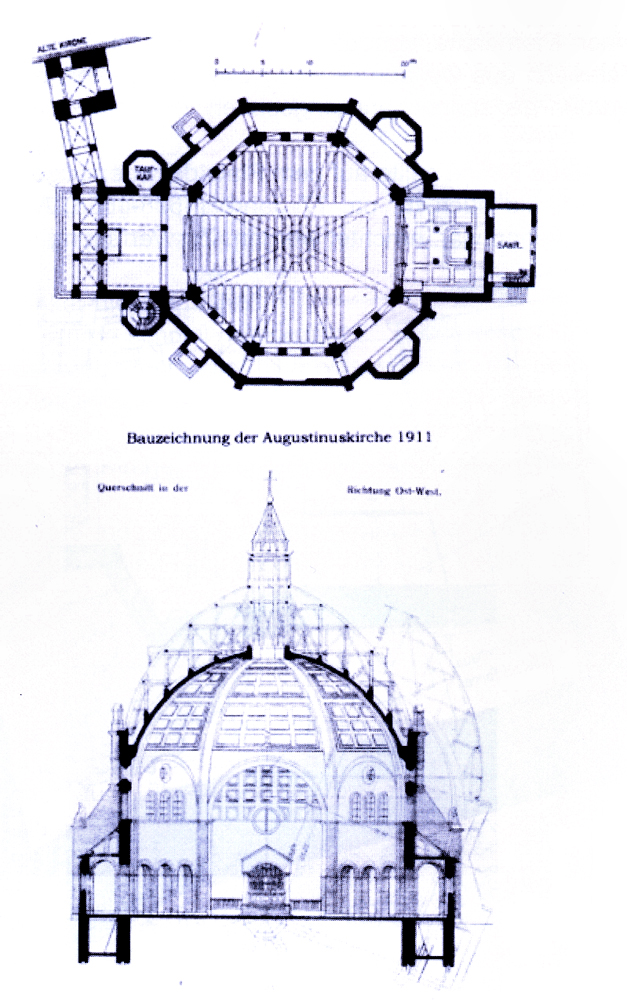
Grundriss und Querschnitt der Augustinuskirche, Deutsche Bauzeitung, März 1913

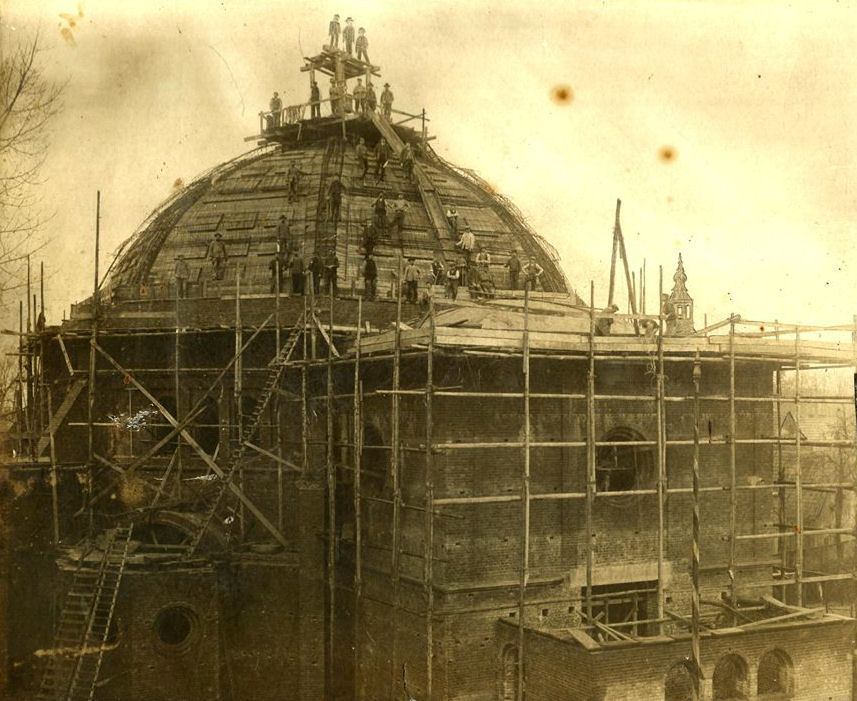
Bauarbeiten 1912/1913

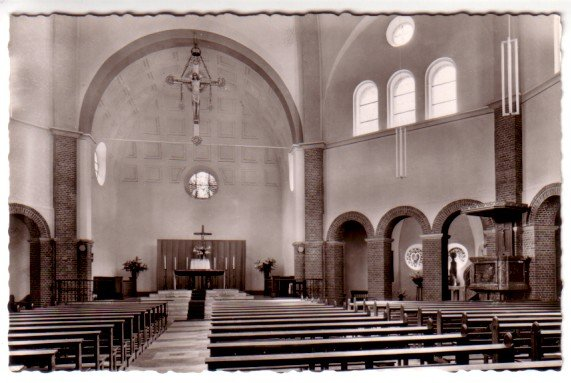
Innenbereich um 1913, noch vor seiner Ausmalung

An der Ausschreibung zur Errichtung der neuen Pfarrkirche nahmen die Architekten Mündelein aus Paderborn, Plassmann aus Münster, Feltwisch aus Osnabrück und Keith aus Hamburg teil. Kirchenvorstand, Gemeindevertretung und Pfarrer entschieden sich einstimmig für den Entwurf von Josef Keith, der angelehnt an frühromanische italienische Vorbilder, wie zum Beispiel die Basilika San Giorgio in Venedig, einen mächtigen achteckigen Zentralbau mit Kuppel, Umgang und Laterne sowie einen 45 Meter hohen Glockenturm im Stil eines romanischen Campanile vorsah.
Das Generalvikariat und Bischof Voß lehnten diesen an frühchristliche Kirchen Italiens erinnernden Entwurf jedoch ab und favorisierten gotische oder barocke Bauformen in einer deutlich zurückhaltenderen Ausführung. Nach langwierigen Verhandlungen und einer Reihe von architektonischen Änderungen erteilte Bischof Voß nach über einem Jahr sein Einverständnis.
Der am 11. September 1911 begonnene Abriss der beiden alten Kirchengebäude wurde zügig ausgeführt, doch bei den Erdarbeiten zur Vorbereitung des Fundaments traten Probleme auf: Die Baugrube förderte in weiten Bereichen mit zwei bis drei Meter tiefem Morast einen sehr schlechten Baugrund zutage, mit dem man erstaunlicherweise trotz der Lage und Vorgeschichte des Baugrundstücks auf der Vechteinsel nicht gerechnet hatte. Während eines Baustopps wurde entschieden, den Baugrund mit Eisenbetonpfählen zu stabilisieren. Im Februar 1912 wurden mit einer Dampframme 254 Pfähle in einer Länge von jeweils zwischen 5,50 und 7,50 Metern in die Erde getrieben, bevor die Betonierungsarbeiten der Fundamente erfolgten. Durch diese zusätzlichen Gründungsarbeiten erhöhten sich die Baukosten erheblich.
Am 28. Juli 1912 legte Pfarrer Hanewinkel im Auftrag des Bischofs von Osnabrück den Grundstein. Er befindet sich im letzten Eckpfeiler an der Sakristei. In ihm ist ein Glasbehälter mit einer Urkunde versenkt, in der unter anderem zeitgenössische Ereignisse genannt werden. Weiterhin sind dem Behälter diverse Tageszeitungen und ein von Papst Pius X. geweihter Stein aus den Domitilla-Katakomben beigefügt.
Vor Wintereinbruch wurde die 21 Meter hohe, im unteren Durchmesser 22 Meter breite und von acht Eckpfeilern getragene innere Kuppel aus Stahlbeton gefertigt – ein für die damalige Zeit sehr moderner Baustoff. Darüber wurde eine Holzkuppel gelegt, die mit Kupferplatten eingedeckt ist. Eine Laterne krönt die Außenkuppel, die an ihrer höchsten Höhe von 36 Metern mit einem Kreuz geschmückt ist.
Am 21. Mai 1913 wurde die vergoldete Kreuzblume auf der Turmspitze angebracht. Am 31. August 1913 wurden die fünf Bronzeglocken geweiht, die am 2. September 1913 zum ersten Mal erklangen.
Nach einer Bauzeit von rund zwei Jahren konnte die Augustinus-Kirche am 11. September 1913 feierlich geweiht werden.

## Architektur

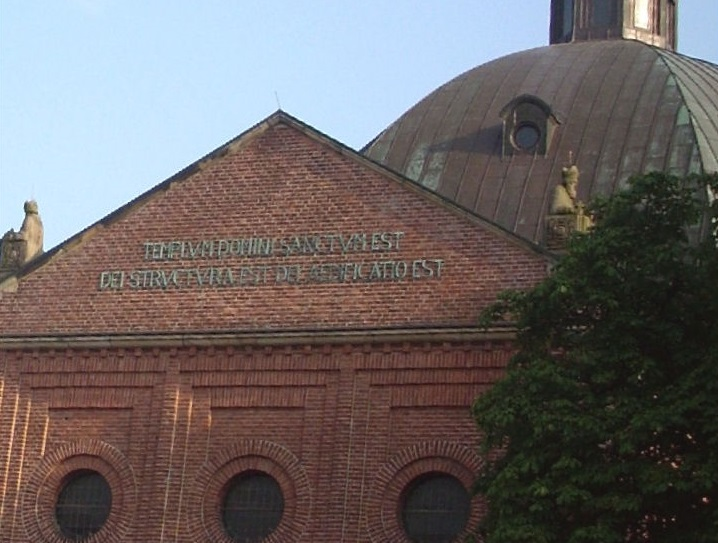
Inschrift am Portalgiebel der Nordseite

Der Grundriss des in seinem Baustil an italienische Rundkirchen erinnernden Gebäudes bildet ein Oktogon (Achteck), das um einen Vorraum mit Haupteingang und den Chorraum mit Altar erweitert ist. Die von acht gemauerten Säulen getragene Kuppel ist 35 Meter hoch und weist einen Durchmesser von 22 Metern auf. Sie stellt eine Besonderheit im norddeutschen Raum dar und prägt das Nordhorner Stadtbild.
Neben dem Hauptaltar verfügte die Kirche über zwei Nebenaltäre, auf der linken Seite der Josephs-Altar und auf der rechten Seite der Marien-Altar, die Gastpriestern zur Verfügung standen.
Der ziegelrote Backsteinbau ist mit Bogenfriesen und Lisenen, zwei Evangelistensymbolen, Allegorien der Kardinaltugenden sowie auf den Giebelecken mit den Figuren des heiligen Augustinus und des heiligen Ludgerus, dem Nebenpatron der Kirche, geschmückt.
Auf der Südseite sind der rechteckige Altarraum sowie die Tabernakel- und die Marien-Kapelle angefügt. Die Portalfront im Norden besteht aus einer Eingangshalle mit repräsentativer Giebelfassade. Die drei Portalbögen setzen sich östlich in einem zweijochigen Bogengang fort, an den sich der Campanile anschließt.
Der Portalgiebel an der Nordseite trägt eine mit Kupferbuchstaben geschriebene lateinische Inschrift aus der Liturgie der Kirchweihe (I Cor 3, 17): TEMPLUM DOMINI SANCTUM EST – DEI STRUCTURA EST DEI AEDIFICATIO EST („Der Tempel des Herrn ist heilig – Ist Gottes Errichtung, ist Gottes Erbauung“).

## Turm

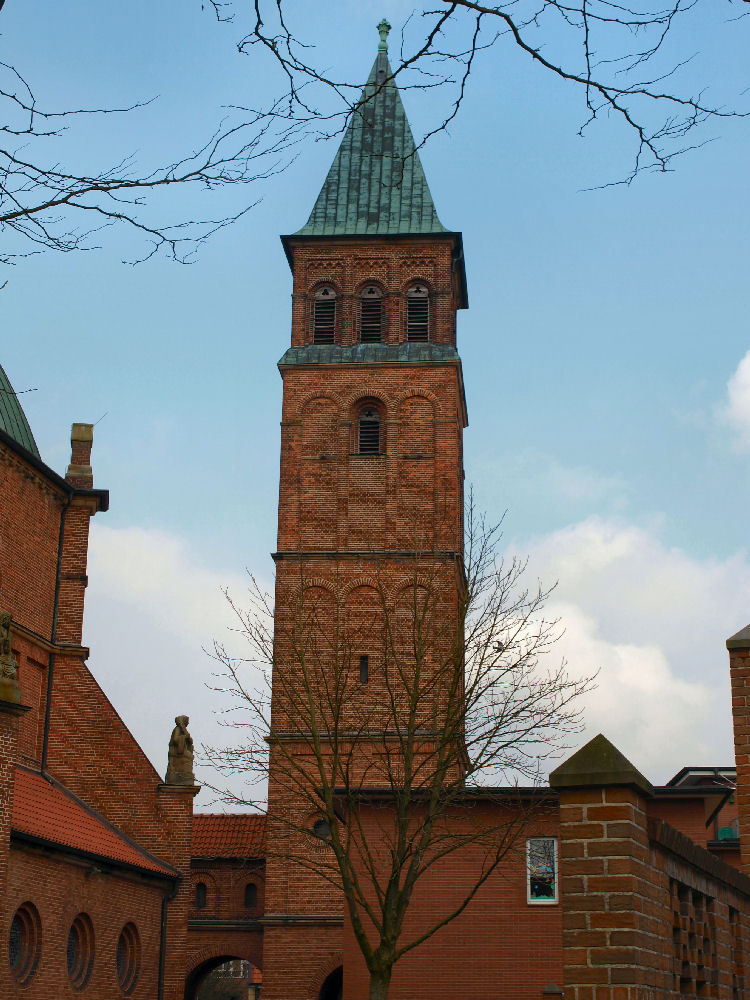
Kirchturm

Der 42 Meter hohe Kirchturm (Campanile) steht abseits der Kirche und ist durch einen zweigeschossigen Arkadenbau mit Rundbogen mit dem Kirchengebäude verbunden. Am 21. Mai 1913 brachten Arbeiter die vergoldete Kreuzblume auf der Turmspitze an.

## Geläut

### Kirchlein und Notkirche
In beiden Vorkirchen gab es nur eine Glocke, der „Kleine Hieronymus“. Diese Glocke wurde 1556 gegossen und wog 46 kg bei einem Durchmesser von rund 42 cm. Die Inschrift lautete: Jeronimus is min Naem. Jan Moor mackten mi MCCCCCLVI. (Jeronimus ist mein Name, Jan Moor machte mich 1556). Die Glocke soll schon im Kloster Frenswegen geläutet haben; wann sie auf die Vechte-Insel kam, ist nicht überliefert. Als 1712 das „Kirchlein“ neben dem Residenzhaus errichtet wurde, befand sich die kleine Glocke im Dachreiter, wo sie noch auf dem Foto von 1893 (siehe oben) erkennbar ist, denn die Glocke blieb auch auf dem Gebäude, nachdem der Gottesdienst in das angrenzende Residenzhaus verlegt und das Kirchlein als Schulgebäude umgewidmet wurde. Mit dem Abriss der alten Gebäude 1911 fand die Glocke bis 1913 ihren Platz im Dachreiter der Notkirche. Die Hieronymus-Glocke wurde 1930 oder 1933 an die damalige neu errichtete Barackenkirche St. Marien in der Blumensiedlung gegeben. 1938 wurde ein Riss im Glockenmantel festgestellt. Ihr weiterer Verbleib ist unklar; wahrscheinlich musste die Glocke im Zweiten Weltkrieg als „Metallspende“ abgegeben werden.

### 1913 bis 1917
Am 31. August 1913 wurden anlässlich der Einweihung der St.-Augustinus-Kirche fünf Bronzeglocken geweiht. Das Geläut bestand aus:
- Augustinus-Glocke  (1,82 m, 3.640 kg, B-Ton), als größte und schwerste des Fünfergeläuts von St. Augustinus dem Schutzpatron der Kirche gewidmet.
Inschrift: Sancte Augustine, patrone eccless. Nordh., precare pro populo tuo (Heiliger Augustinus, Schutzpatron der Pfarrkirche zu Nordhorn, bitte für dieses dein Volk.)
- Marien-Glocke  (1,51 m, 2.045 kg, Des-Ton),
Inschrift: Dignare me laudare te, virgo sacrata (Würdige mich, dein Lob zu verkünden, selige Jungfrau)
- Josefs-Glocke (1,35 m, 1.445 kg, Es-Ton),
Inschrift: Beatissime Josef, morientium solamen, respice nos (Seligster Josef, du Trost der Sterbenden, blicke auf uns hernieder).
- Ludgerus-Glocke  (1,21 m, 1.062 kg, F-Ton), dem Nebenpatron der Pfarrgemeinde gewidmet.
Inschrift: Sancte Ludgere, in nobis luceat fides et ardeat caritas tua (Heiliger Ludgerus, möge dein Glaube in uns leuchten und deine Liebe in uns erglühen.)
- Alphonsus-Glocke (1,01 m, 626 kg, As-Ton) 
 Inschrift: Alphonsus vocor, invito omnes ad adorationem Domini (Ich heißte Alphonsus und lade alle ein, den Herrn anzubeten.)[13]

Die Alphonsus-Glocke wurde vom damaligen Pfarrer Alphons Hanewinkel aus eigenen Mitteln erworben und trägt vermutlich deswegen seinen Vornamen. Sie ist die einzige Glocke, die bis heute in St. Augustinus verblieben ist.

### 1918 bis 1945
Schon im März 1917 hatte das Kriegsministerium die Registrierung aller Bronzeglocken „betreffend Beschlagnahme, Bestandserhebung und Enteignung“ verlangt. Die Pflicht zur Ablieferung wurde indes zunächst wegen eines vorliegenden Kunstwert-Gutachtens zurückgestellt. Im Juli 1918 wurde diese Zurückstellung für die Augustinus- und die Josephs-Glocke aufgehoben; im September 1918 – wenige Wochen vor Kriegsende – wurden sie zerschlagen und abtransportiert.
Erst 1938, unter anderen wegen Problemen bei der Metallbeschaffung, die zwischen den Weltkriegen teilweise eine Genehmigung der Regierung erforderte und nur für dringende Zwecke erteilt wurde, erhielt die Gemeinde zwei neue Glocken. Der Nordhorner Fabrikant Bernhard Niehues spendete anlässlich seines 70. Geburtstags die
- Bernhard-Glocke (1,76 m, 4.000 kg, B-Ton), die der früheren Augustinus-Glocke glich, zu Ehren des Spenders aber Bernhard-Glocke genannt wurde.
Inschrift: Bernardi sacro campana tu nomine gaudens, Bernardus Niehues impiger incolumis Septuaginta annis functus quam surgere fecit, Nordhornensis sis nuncia melliflua. (Du Glocke, die sich am Namen des heiligen Bernhard erfreut, die Bernhard Niehues wieder auferstehen ließ, nachdem er 70 Jahre rastlos tätig und gesund verbrachte, sei den Nordhornern eine wohlklingende Botin.)

Gleichzeitig erwarb die Kirchengemeinde eine Glocke, die 
- Josephs-Glocke (1,32 m, 1.650 kg, Es-Ton), die der früheren Josephs-Glocks glich.
Inschrift: Beatissime Joseph, Marientium solamen, respice nos bello destructus pace restitutes. (Heiligster Joseph, Trost der Sterbenden, blicke auf uns, nachdem du im Krieg zerstört und im Frieden wiederhergestellt worden bist.)[15]

Die Glocken stammten, wie ihre Vorgänger, aus der Glockengießerei Otto in Hemelingen. Damit war das Fünfergeläut zunächst wieder komplett. Allerdings nur für kurze Zeit, da bereits im März 1940, nach Ausbruch des Zweiten Weltkriegs, der Reichsinnenminister eine Anordnung zur Erfassung und Ablieferung von Nichteisenmetallen erließ, die in Glocken enthalten sind. Das Reichswirtschaftsministerium erließ eine Richtlinie, die jeder Kirchengemeinde bis auf weiteres eine läutefähige Glocke erlaubte. Am 25. August 1942 waren die vier größten Bronzeglocken ausgebaut und warteten wochenlang auf dem Bahnhofsgelände auf ihren Abtransport. Der Gemeinde verblieb lediglich die kleine Alphonsus-Glocke.

### Nach 1945
Am 25. September 1950 spendete die Familie Niehues aus Anlass der Goldenen Hochzeit der Eheleute Maria und Bernhard Niehues eine weitere Glocke:
- F-Glocke (1,20 m, 998 kg, F-Ton), die der früheren Ludgerus-Glocke gleicht.
Inschrift: Alle Tage sing und sage Lob der Himmelskönigin – Unseren lieben Eltern Bernhard und Maria Niehues zur goldenen Hochzeit am 25. September 1950 in Dankbarkeit Mia Mann, Lulu Paas, Heti Denk, Bernhard Niehues, Erika Greven.[18]

Aus Anlass ihres 82. Geburtstages spendete Maria Niehues am 23. Mai 1961 eine neue:
- Josephs-Glocke (1,32 m, 1.450 kg, Es-Ton)
Inschrift: Joseph, opiflex sancte, opera nostra tuere. (Josef, heiliger Werkmann, beschütze all unser Wirken.)[19]

Diese Glocken stammen aus der Glockengießerei Petit & Edelbrock. Damit hatte die Kirche wieder ein Dreiklang-Geläut.
1997 wurde als vierte Glocke des aktuellen Geläuts neu eingebaut: 
- Augustinus-Glocke (1,51 m, 2.045 kg, -ton)
Inschrift: Heiliger Augustinus, Schutzpatron der Pfarrkirche zu Nordhorn, bitte für dieses dein Volk.[21]

## Außenfiguren der Strebepfeiler

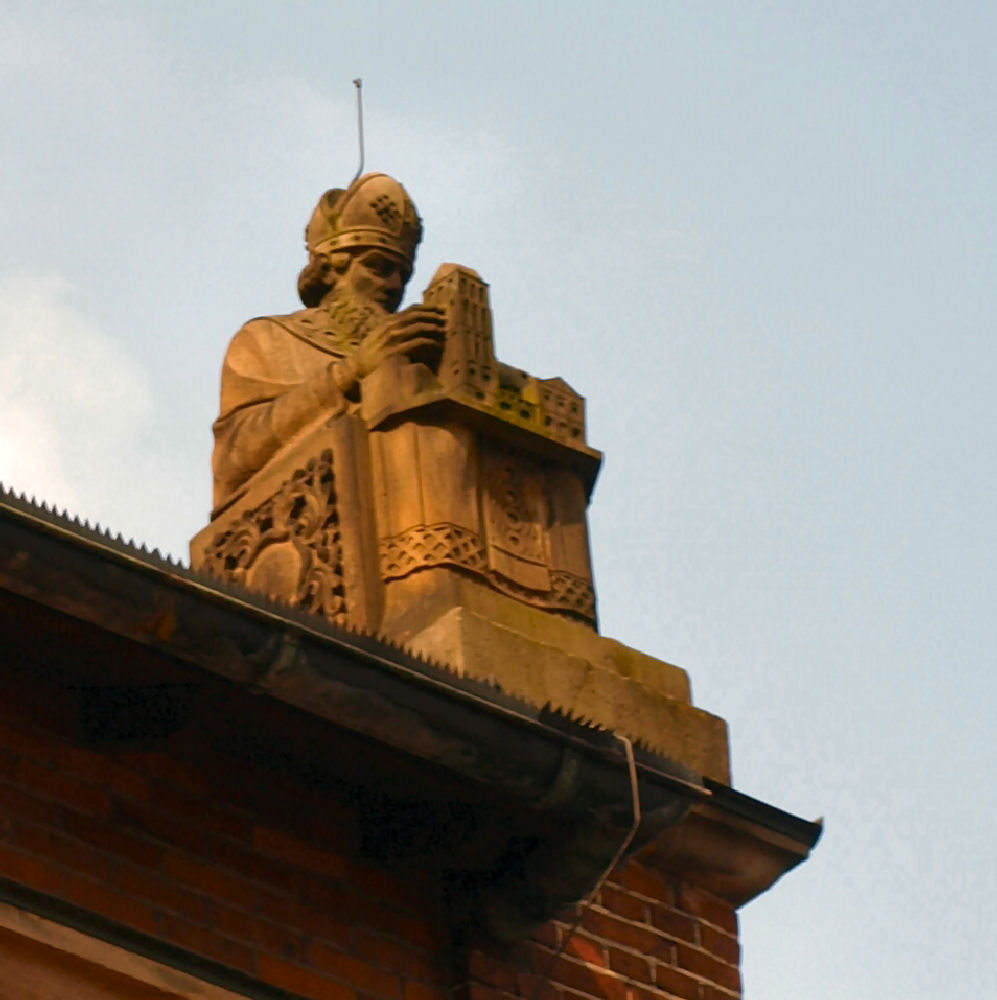
St. Ludgerus

An den Ecken der Giebelfront befinden sich zwei aus Stein gehauene Bischofsfiguren: 
- An der Ostseite handelt es sich um den stadteinwärts blickenden Ludgerus mit einem Modell der Kirche in der Hand.
- Die Figur an der Westseite, mit einem Buch und einem Kreuz in Händen, blickt in Richtung Mühlendamm. Sie stellt Augustinus dar, den Patron der Augustiner-Chorherren und der Nordhorner katholischen Kirche seit der Reformation.[22]

Ursprünglich sollten weitere acht Außenfiguren die Kirchenpfeiler schmücken:
- Auf den vier mittleren Kirchenpfeilern zeigen Symbolfiguren die Kardinaltugenden auf: Starkmut, Gerechtigkeit, Mäßigung und Klugheit.
- An den beiden südlichen Außenpfeilern der Kuppel sind die Evangelisten Markus und Matthäus zu sehen. Die beiden nördlichen Außenpfeiler sollten ursprünglich Lukas und Johannes aufnehmen; wegen der Bauplanänderungen fanden sie jedoch keinen Platz mehr. Von diesen beiden Figuren sind daher nur Gipsmodelle erhalten, die im Kircheninneren ausgestellt sind.

Alle Figuren wurden von dem Hamburger Bildhauer Walter Zehle entworfen und von Bildhauer Günther Stuchtey aus Münster ausgeführt.

## Bleiglasfenster
Ursprünglich waren alle Fenster der Kuppel, des Chorbereichs und des Umgangs farbige Bleiglasfenster. Das dominante Mittelfenster des Chors über dem Altar war mit einem farbigen Glasfenster zum Thema „Heiland der Welt“ versehen. Die meisten dieser Fenster fielen den Restaurierungsarbeiten von 1954 bis 1956 zum Opfer, weil sie die Kirche vermeintlich zu dunkel machten.
Erhalten blieben lediglich die Fenster der ehemaligen Taufkapelle, die als Motive die göttlichen Tugenden Glaube, Liebe und Hoffnung darstellen. Das Thema des vierten verbliebenen Fensters zeigt den Heiligen Geist. 1966 erhielt das Mittelfenster des Chors ein neues, in Blau- und Rottönen gehaltenes Fensterbild Christus als Weltenrichter.

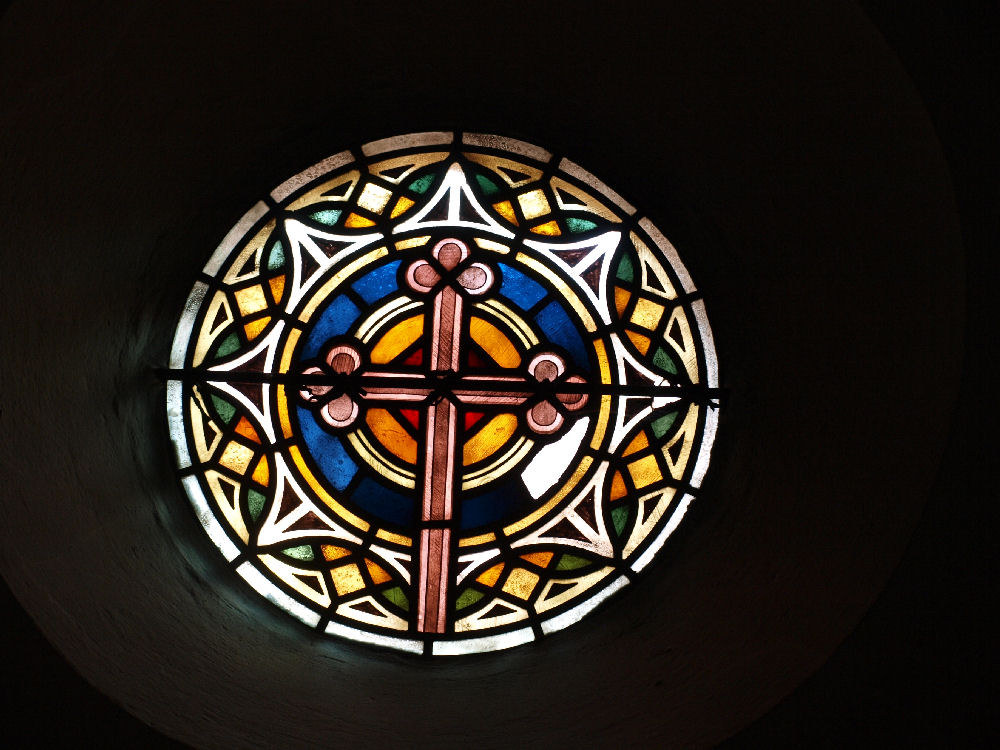
Glaube
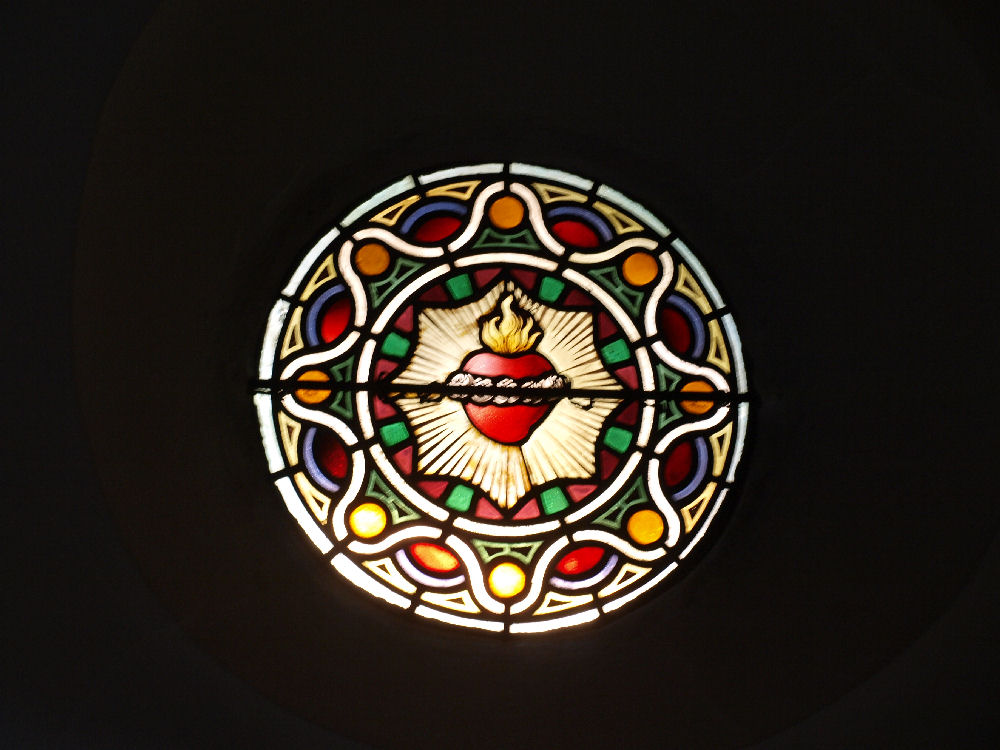
Liebe
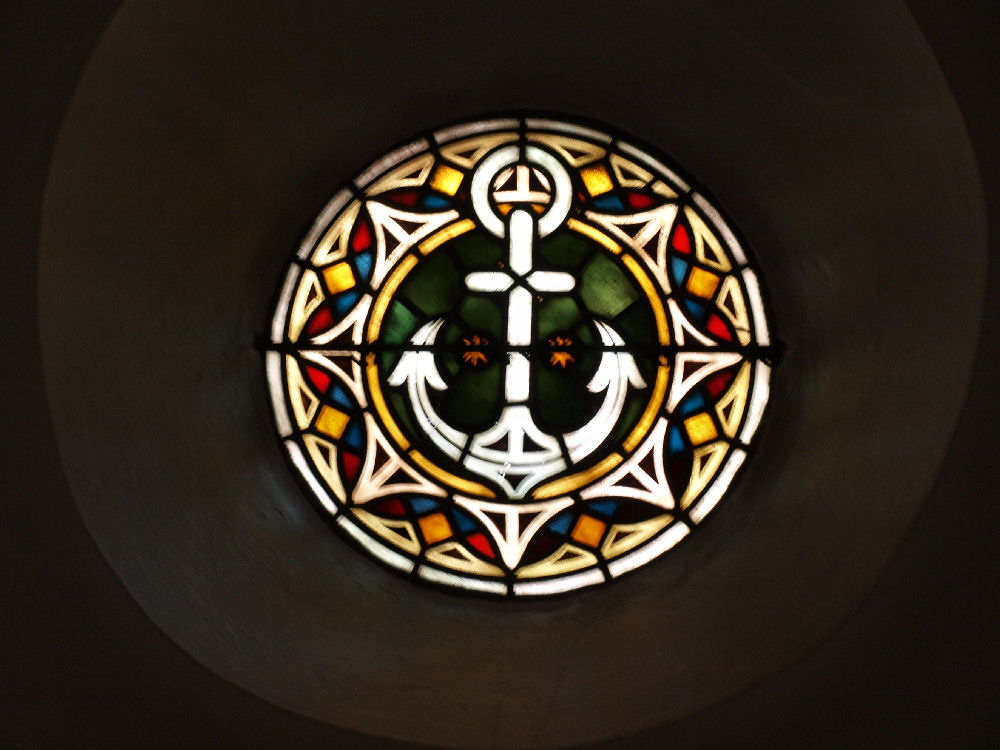
Hoffnung
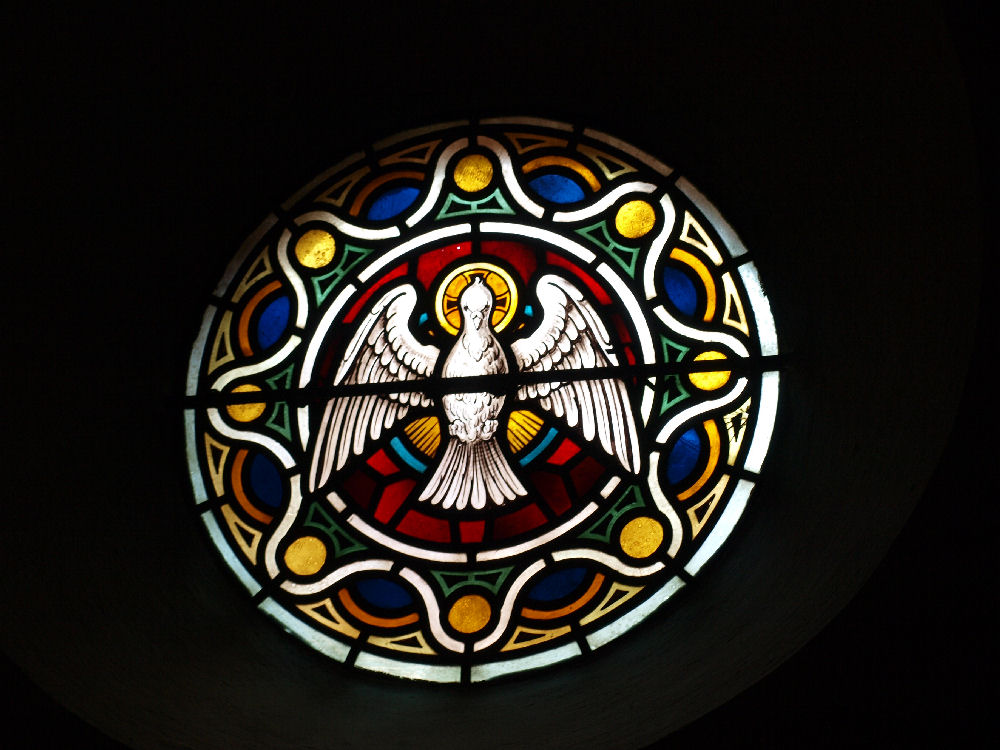
Heiliger Geist

## Innenbereich und Ausstattung

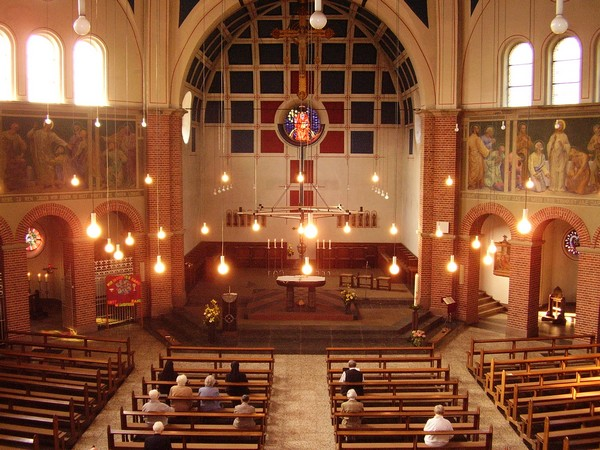
Heutige Innengestaltung

Der Innenbereich verfügt über drei Zugänge und wird von der Kuppel, dem Chorbereich, sechs großen Wandfresken und farbigen Glasfenstern dominiert.
Die Kuppel wird von acht mächtigen Säulen getragen; die Säulendurchgänge trennen das Kirchenschiff vom Umgang. Das Blau der Kuppel soll an das Himmelsgewölbe erinnern, das die Erde wie eine Kuppel umspannt. Verputzte Wände wechseln sich mit Backstein ab. Acht gemauerte Säulen tragen die mächtige Kuppel; die Säulendurchgänge trennen das Kirchenschiff vom Umgang.
Die liturgischen Ausstattungsstücke wurden größtenteils nach der Liturgiereform neu geschaffen.
Bei der Einweihung der Kirche war erst ein Teil der Chorwand farblich gestaltet, auch die Ausmalung der übrigen Wände erfolgte teilweise Jahre später.

### Fresken und Ausmalung

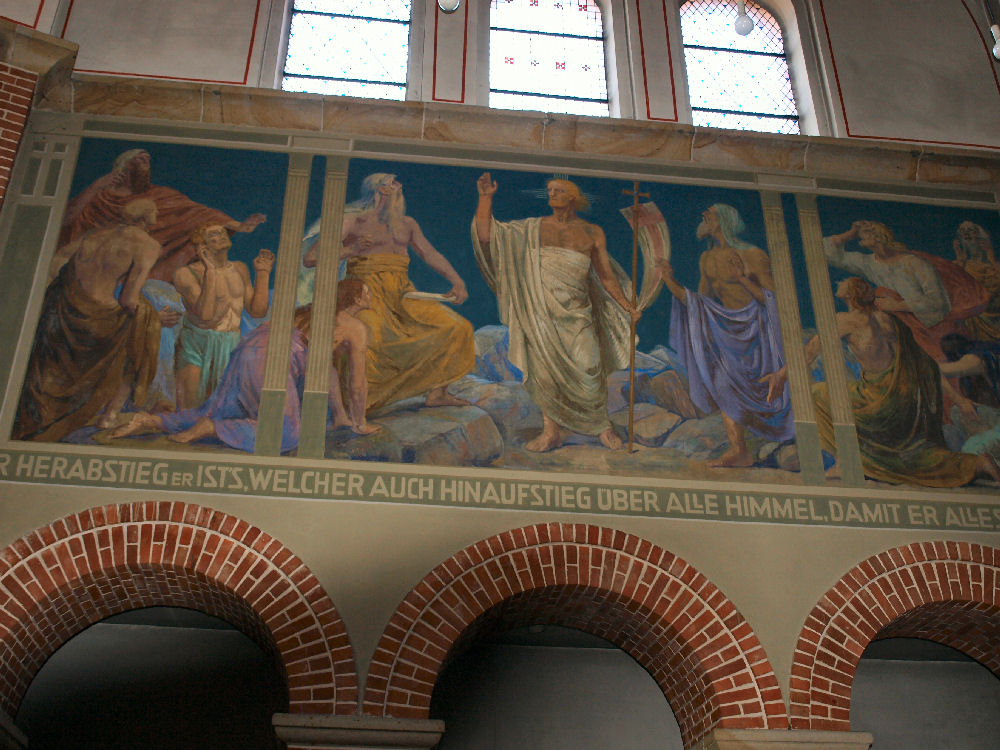
Teil der Fresken

Sechs große Fresken rahmen den Kirchenraum ein. Sie zeigen Ereignisse aus dem Lesen Jesu: die Geburt, die wunderbare Brotspende, die Brotrede, das Abendmahl, die Kreuzigung und die Auferstehung.
Diese Bilder waren 30 Jahre lang nicht zu sehen.
1920 hatte der Aachener Künstler Hermann Krahforst den Auftrag erhalten, die Kirche auszumalen. Neben der Ausmalung der Kuppel und des Chorraumes schuf er mit seinen Mitarbeitern auch die sechs großen Fresken. Sie zeigen Szenen aus dem Leben Jesu. Bei der Renovierungsmaßnahme der Kirche 1954 bis 1956 wurden das Kircheninnere einschließlich der Kuppel weiß überstrichen und die Wandbilder mit weißen Leintüchern verdeckt; 1968 wurden sie weiß übermalt.
Bei der Renovierung von 1983 wurden die Wandbilder freigelegt und die Kuppel nach altem Vorbild neu ausgemalt.

### Chorraum und Altar

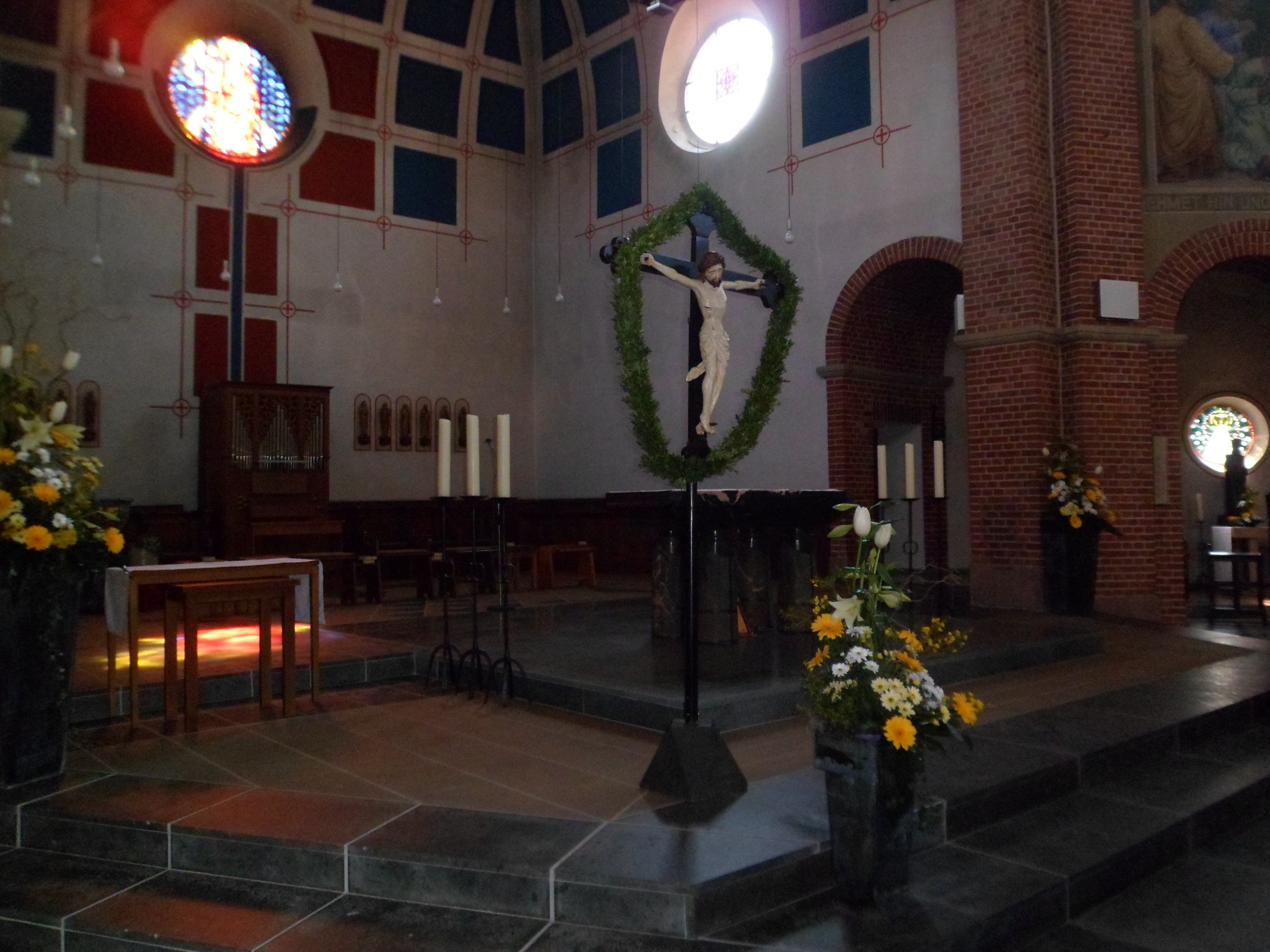
Chorraum

Ursprünglich stand im Chorraum unterhalb des Mittelfensters der Baldachinaltar. Dieser stellte ebenfalls einen Entwurf des Architekten Keith dar, zu dem andere Künstler ihre Ideen mit einbrachten. Seine Säulenachsen bildeten ein Quadrat von vier mal vier Metern. Altarstufen, Unterbau und Altartisch einschließlich der drei Meter langen Tischplatte waren aus farbigem Marmor hergestellt. Die Tabernakeltür war eine kostbare Goldschmiedearbeit. Beidseits des Tabernakels und neben dem Aussetzungsraum standen in zwei Reihen die zwölf aus Holz geschnitzten Apostelfiguren als Wächter des Allerheiligsten. Der Baldachin ruhte auf vier Marmorsäulen, die Kapitelle mit vergoldeten Schnitzarbeiten trugen.
Anfang der 1950er Jahre zeigte sich, dass sich der Fußboden im Chorbereich, insbesondere unter dem schweren Altar bedrohlich senkte. Zur Behebung dieses Schadens musste schließlich der schwere und kostbare Altar entfernt werden; bei seiner Hebung sprangen einige der Marmorplatten. Dies führte zu einer Erweiterung der Bauarbeiten, als nicht nur der Baumangel behoben, sondern auch ein neuer Altar an neuem Platz angeschafft und das Kircheninnere renoviert und auf Betreiben des damaligen Pfarrers Johannes Bunte und nach den Plänen von Architekt Dinnendahl grundlegend verändert wurde, der die Kirche zu dunkel und nicht mehr zeitgemäß fand.
Die „neue Kirche“ und der neue Altar wurden am 4. August 1955 eingeweiht. Die großen Wandbilder wurden mit Stoffbahnen abgehängt, weite Teile des Innenraums verputzt und weiß getüncht, die Farbfenster durch helle Glasscheiben ersetzt. Zusammen mit der Verlegung von hellen Fußbodenplatten im Chorbereich und der Entfernung des Baldachinaltars und der geschnitzten Kommunionbänke zugunsten eines Altartisches mit Marmorplatte hielt nun, dem damaligen „Zeitgeist“ entsprechend, Kargheit im Kircheninneren Einzug.
Die nun sieben anstatt bislang Stufen umfassende Stufenanlage des Altars war deutlich weiter nach vorne gelegt. Der neue Altartisch mit seiner 2,50 Meter breiten, 1,50 Meter tiefen und 30 Zentimeter dicken auf vier Marmorsäulen aus schwarzgrundigem, weiß geädertem Schupacher Marmor ruhende Altarplatte stand in ihrer Mitte.
Unter dem Altar wurde der Reliquien-Schrein in Form einer kleinen Pyramide eingemauert. Darin befinden sich Reliquien des heiligen Andreas, des heiligen Plechelmus, des heiligen Gereon und der heiligen Ursula.
Der beschädigte Baldachinaltar wurde vernichtet, lediglich die zwölf handgeschnitzten Apostelfiguren, die in der Altarwand standen, zum Kloster Bardel gegeben. Anlässlich der Neugestaltung der Kirche 1988 kamen sie zurück. Da die Figur des Simon verloren gegangen war, arbeitete Bernhard Schölzel aus Klausheide eine passende Figur. Nach gründlicher Restaurierung wurden die Figuren im Dezember 1998 an der Stirnwand im Altarraum aufgestellt.
1967 wurden die abgehängten Wandbilder weiß überstrichen, bei der Renovierung von 1982/83 wieder freigelegt und teilweise ausgebessert. Gleichzeitig wurde der Chorraum erneut grundlegend umgestaltet. Er wurde vergrößert und ein neuer Altar näher zur Gemeinde aufgestellt. Die zum Altar führende hohe Stufenanlage wurde abgetragen. Aus dem Altarstein von 1955 wurden ein neuer Altar und ein Ambo gefertigt. Über den Altar wurde ein aus zwei übereinander gelegten Quadraten bestehender sternförmiger Leuchter angebracht.
Das vier Meter hohe Triumphkreuz, eine Spende des Textilfabrikanten Friedrich Dütting aus dem Jahr 1914, wurde von Gerd Brüx gefertigt und zeigt Christus als den Sieger über den Tod. Die Enden des Kreuzes versah der Künstler mit den Symbolen der vier Evangelisten.

### Taufbecken

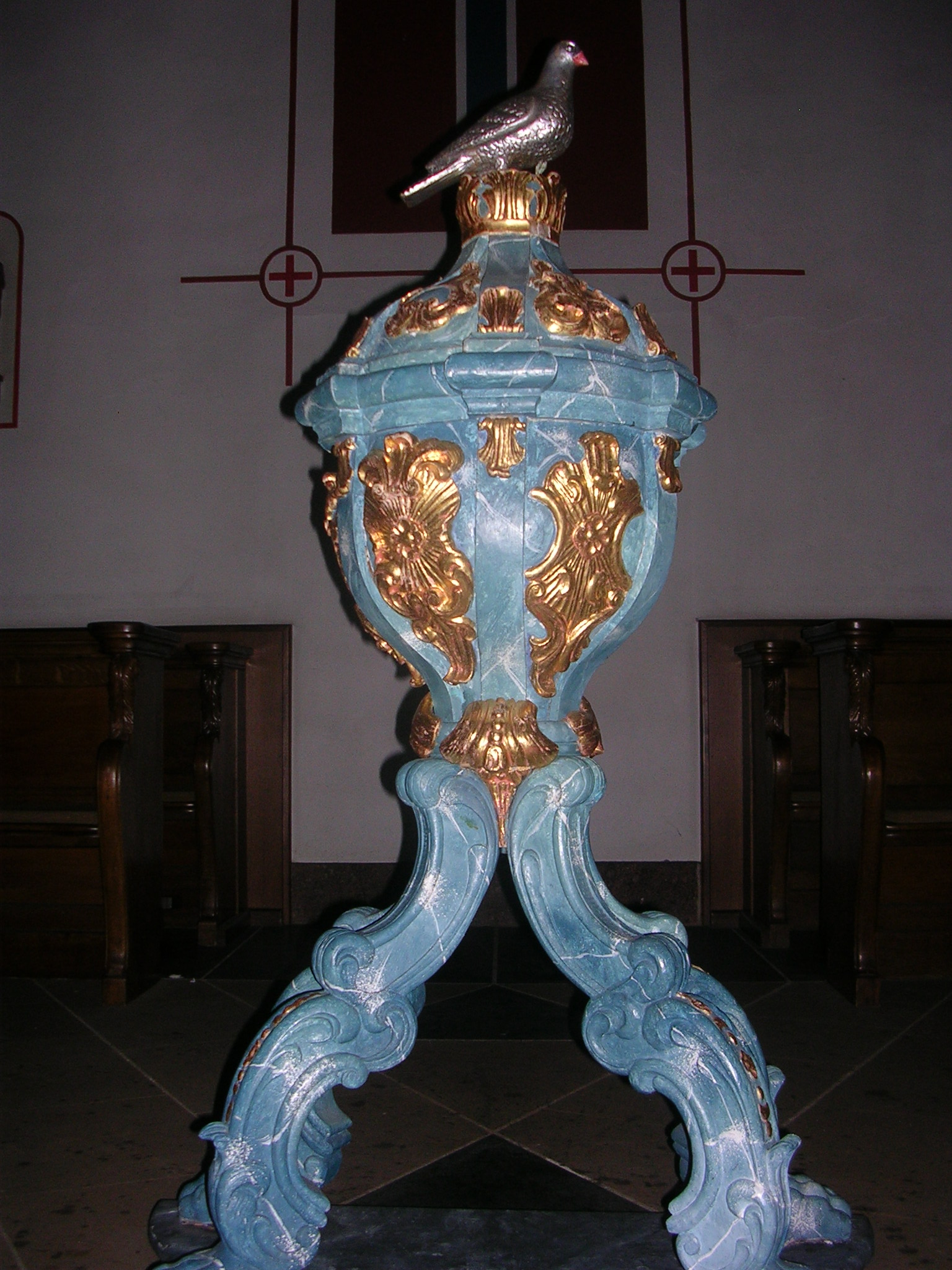
Taufbecken

Das Taufbecken ist eine barocke Holzschnitzarbeit und stammt, wie auch das Vortragekreuz, aus dem Kloster Frenswegen, zu dem eine historische Verbindung besteht.
Original war das Taufbecken weiß gestrichen und stand bereits in der kleinen Kirche, die 1712/13 von den Augustiner-Chorherren von Frenswegen errichtet wurde. 1826 kam das Becken in das Residenzhaus und 1908 in die Notkirche. 1913 kam das Taufbecken in die dafür gebaute Taufkapelle von St. Augustinus.
Bei den umfassenden Renovierungsarbeiten der Kirche 1982/83 erhielt das Becken den farbigen Anstrich und der Deckel eine Taube als Krönung. Seither steht das Becken im Chorraum.

### Weitere Ausstattung
Das Vortragekreuz, dessen Corpus wurde um 1350 geschaffen wurde, stammt aus dem Kloster Frenswegen.
1936 entwarf der Bildhauer Wilhelm Burg eine neue Kanzel, die von den Marmorwerken Allagen im Sauerland gefertigt wurde.
Das Ewige Licht spendete die Fabrikantenfamilie Hermann Povel 1914. Es handelt sich um eine Arbeit des Goldschmiedemeisters Folger aus Münster.
Zum Fest Maria Geburt am 8. September 1915 wurde die von Bildhauer Brüx hergestellte Ikone „Mutter von der Immerwährenden Hilfe“, ein weiteres Geschenk Friedrich Düttings, aufgestellt. Hierbei handelt es sich um eine Kopie des Marienbildes, das in der Kirche Sankt Alfonso in Rom hängt.
Im August 1922 wurde die Seitenkapelle, der frühere Josephs-Altar, als Kriegergedächtniskapelle hergerichtet. Der Altar zeigt das Bild „Der Tod des Hl. Joseph“ und ist von Gerd Brüx aus Cleve gestaltet.
Der Antonius-Altar ist ein von Gerd Brüx aus Cleve gestalteter Votivaltar, der im Juni 1921 eingerichtet wurde.
1958 stiftete Familie Niehues für den Seitenaltar eine moderne Marienstatue aus Bronze von Hans Dinnendahl, die die ursprüngliche Elisabethstatue ersetzte. 1959 folgte der neue Tabernakel, der bis 1965 auf dem neuen schwarzen Altartisch stand.
Marienfigur und Tabernakel waren Teil der grundlegenden Neugestaltungspläne der Kirche 1954 bis 1956. Weitere geplante Änderungen wurden verhindert, weil Pfarrer Johannes Bunte zwischenzeitlich versetzt und Pfarrer Wilhelm Jaeger die Leitung der Gemeinde übernommen hatte.
Seit 1992 hat die Elisabethfigur wieder einen Platz in der Kirche gefunden, nachdem sie fast 40 Jahre lang auf dem Kirchenboden gelagert wurde.

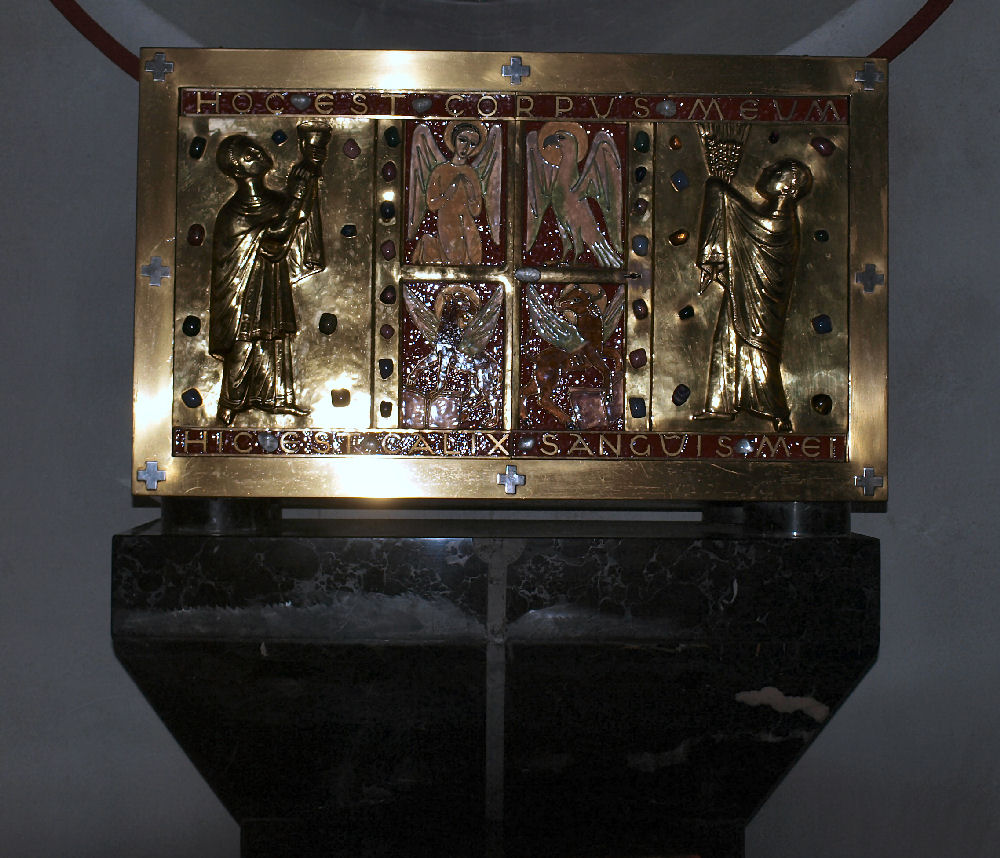
Tabernakel
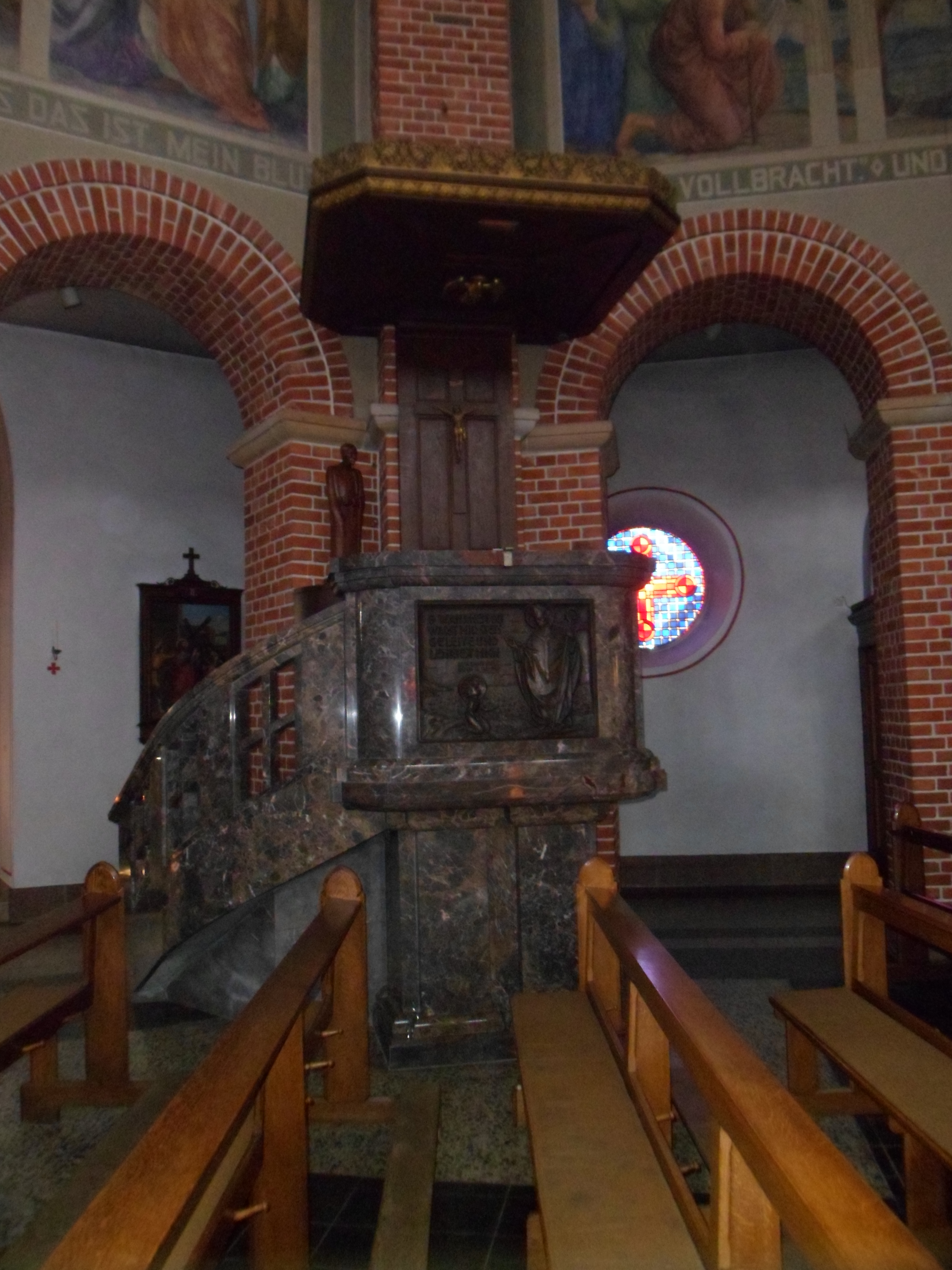
Kanzel
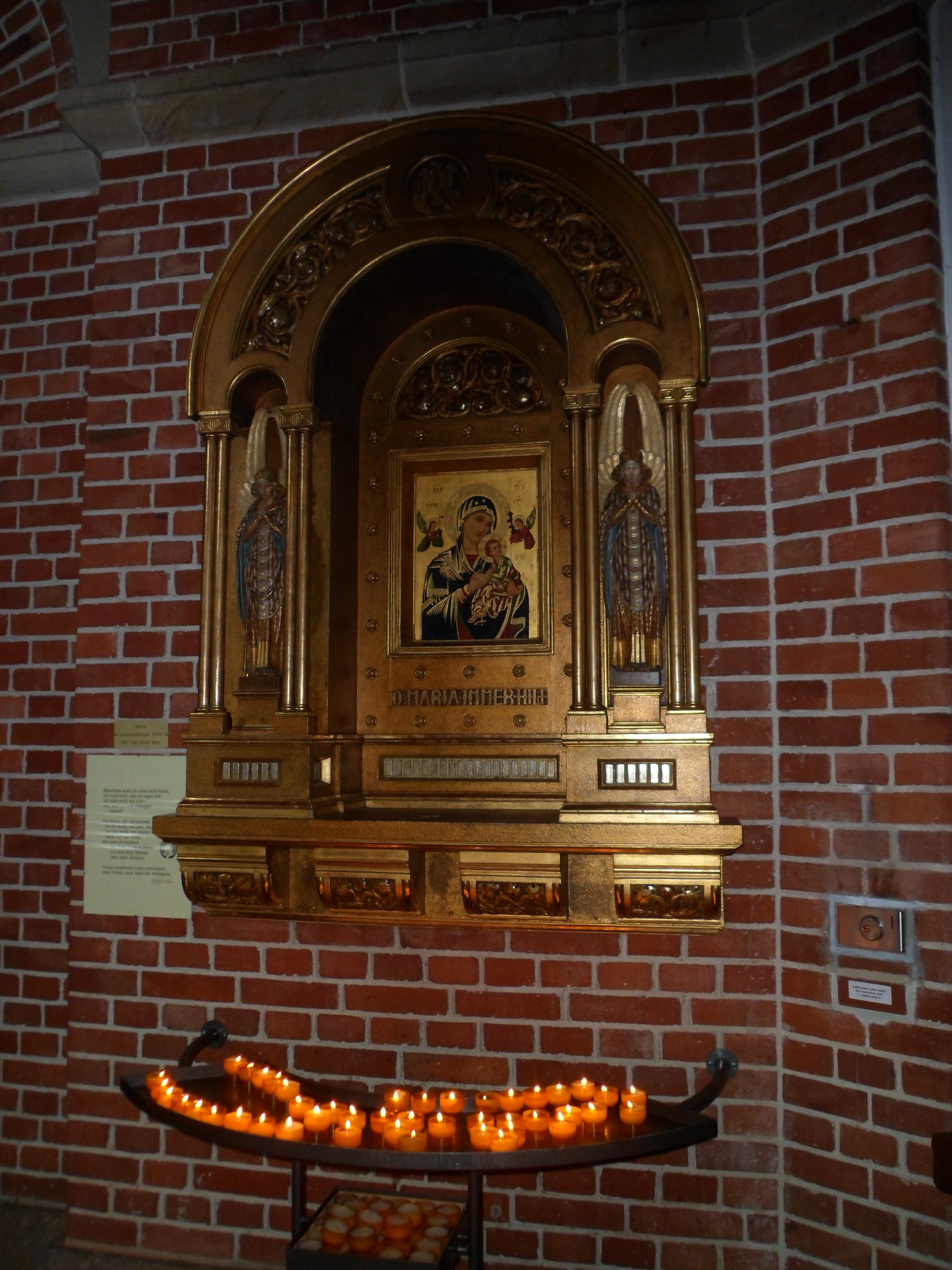
Immerwährende Hilfe
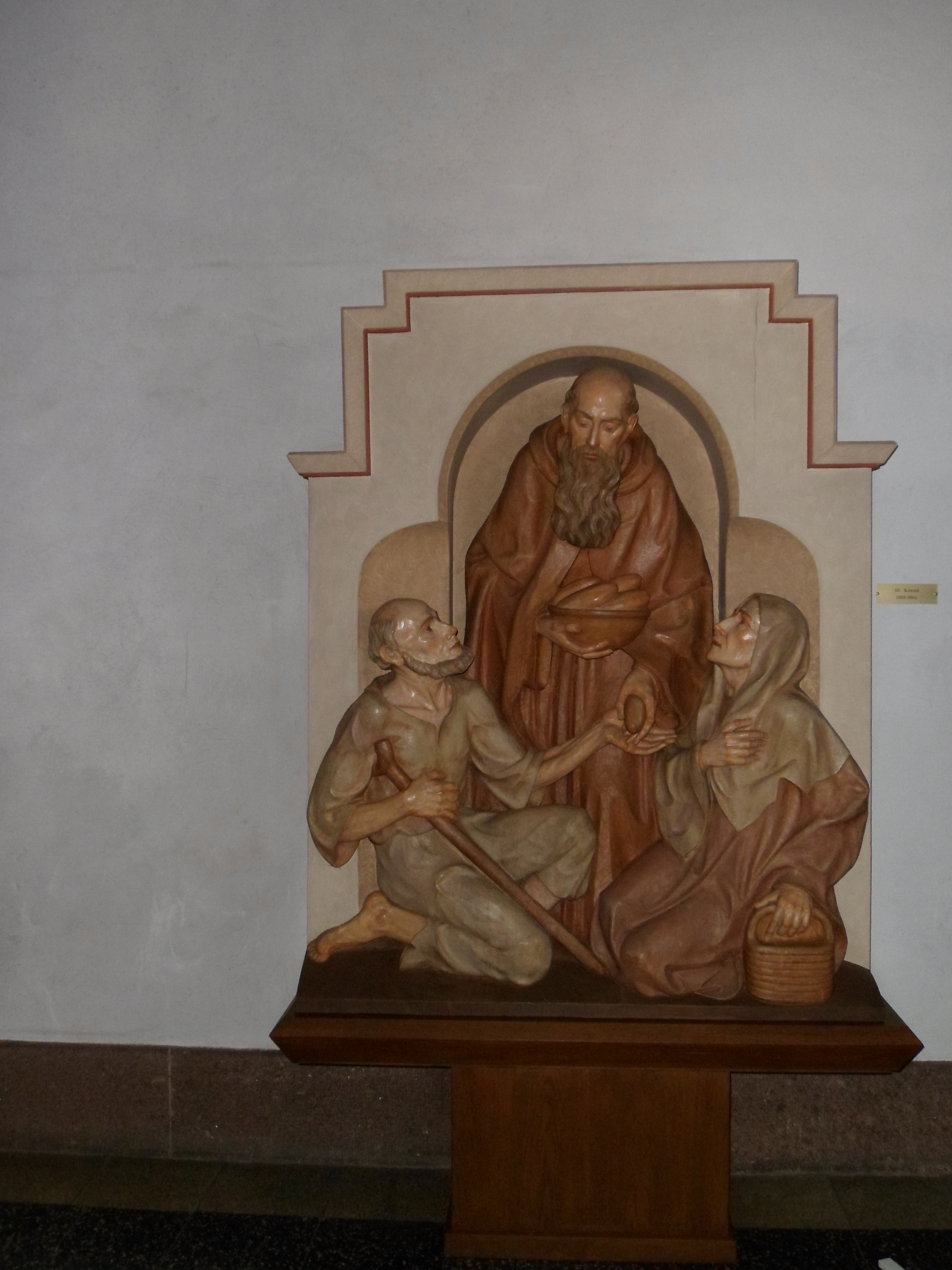
Josephs-Altar
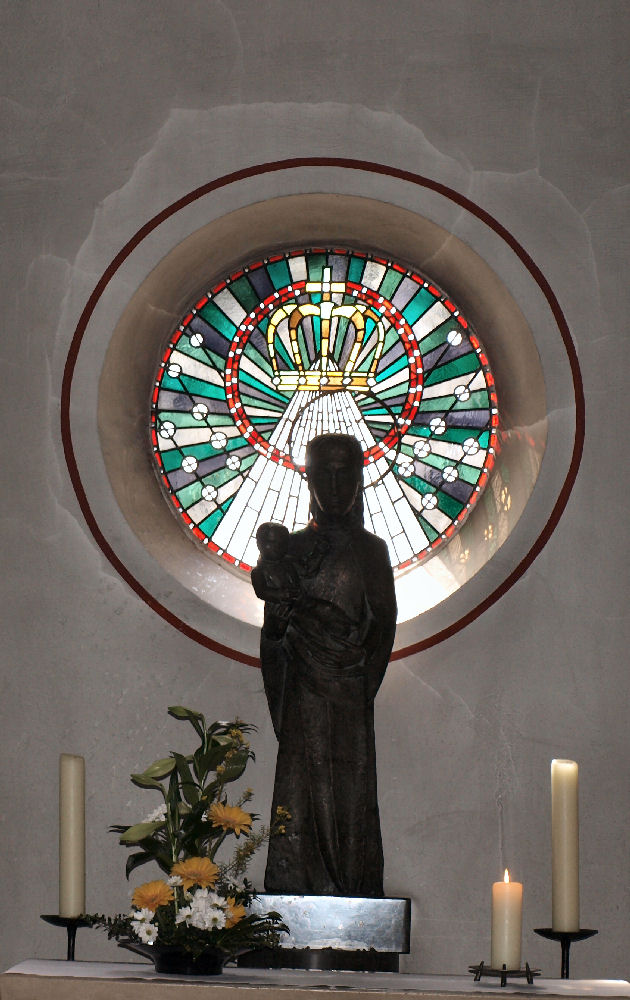
Marienstatue

## Orgel

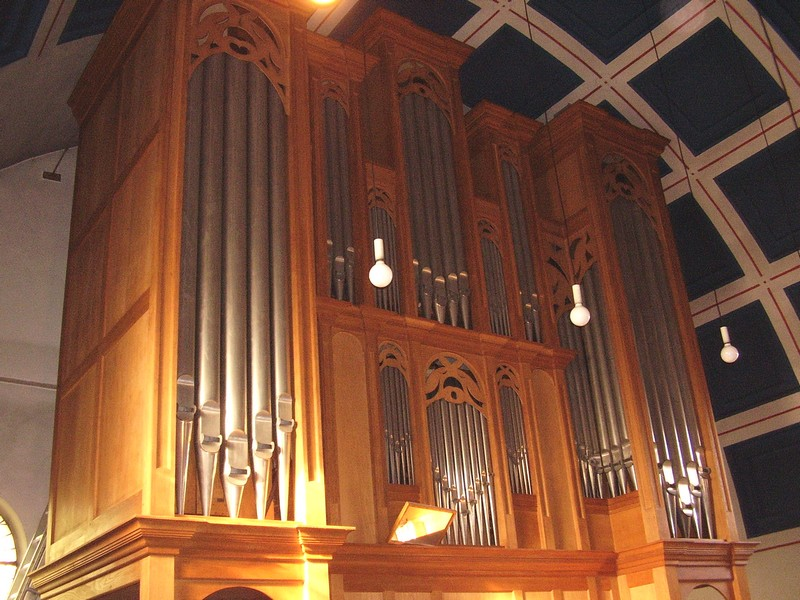
Vierdag-Orgel

Die Orgel wurde von Orgelbaufirma Vierdag (Enschede) im Jahr 1973 erbaut und in der Augustinus-Kirche am 13. Dezember 1975 erstmals in Gebrauch genommen. 1989 wurde sie von der Firma Fischer & Krämer (Endingen) in der Spiel- und Registertraktur umgebaut und 2002 von der Firma Alfred Führer (Wilhelmshaven) in der Spiel- und Registertraktur erneuert. Dabei wurde ein Spielschrank eingebaut und sie erhielt eine umfangreiche Um- bzw. Neuintonation, teilweise neue Zungenstimmen (HW: Trp. 8′, P: Pos. 16′, Trp. 8′) und eine geringfügige Dispositionsänderung (Austausch der Zimbel III des HW gegen Terz 1 3⁄5′, Sesquialtera II mit geteilten Schleifen, Subkoppel im II. Manual).
Die Orgel verfügt nun über 29 Register, zwei Manuale und Pedal, Schleifladen, mechanische Spiel- und Registertraktur, elektrische Setzeranlage mit 128 Kombinationen auf zwei Ebenen. Die 128-fache elektrische Setzeranlage weist zwei Ebenen à 64 Kombinationen auf, sämtliche Koppeln sowie der Sequenzer der Setzeranlage sind mittels Pistons auszulösen. Die Disposition lautet wie folgt:
| I Hauptwerk C–g3 |             |       |
| 1.               | Quintadena  | 16′   |
| 2.               | Prinzipal   | 8′    |
| 3.               | Rohrflöte   | 8′    |
| 4.               | Oktave      | 4′    |
| 5.               | Gemshorn    | 4′    |
| 6.               | Quinte      | 2 ⁄3′ |
| 7.               | Oktave      | 2′    |
| 8.               | Terz        | 3⁄5′  |
| 9.               | Mixtur IV   |       |
| 10.              | Trompete    | 8′    |
|                  | Koppel II/I |       |

| II Positiv C–g3 |                 |       |
| 11.             | Gedackt         | 8′    |
| 12.             | Spitzflöte      | 8′    |
| 13.             | Prinzipal       | 4′    |
| 14.             | Rohrflöte       | 4′    |
| 15.             | Waldflöte       | 2′    |
| 16.             | Quinte          | 1 ⁄3′ |
| 17.             | Oktave          | 1′    |
| 18.             | Sesquialtera II |       |
| 19.             | Scharff III     |       |
| 20.             | Dulcian         | 8′    |
|                 | Tremulant       |       |

| Pedal C–f1 |           |     |
| 21.        | Prinzipal | 16′ |
| 22.        | Subbass   | 16′ |
| 23.        | Oktave    | 8′  |
| 24.        | Gedackt   | 8′  |
| 25.        | Oktave    | 4′  |
| 26.        | Mixtur V  |     |
| 27.        | Posaune   | 16′ |
| 28.        | Trompete  | 8′  |
| 29.        | Trompete  | 4′  |

- Koppeln: II/I, I/P, II/P